# Éternoz
Éternoz er en fransk kommune i departementet Doubs. Kommunen er
mest kendt for at landsbyen Alaise, som af nogle anses for at være det samme som Alesia, hvor Cæsar i 52 f.Kr. overvandt gallerne ledet af Vercingetorix, ligger i kommunen.